# In Mourning and in Rage

In Mourning and in Rage est une performance féministe de Suzanne Lacy et Leslie Labowitz. Elle s'est déroulée le 13 décembre 1977 à Los Angeles en Californie, en réponse à une série de meurtres de femmes et à la façon dont les médias les ont présentés. Pour les militantes féministes de Los Angeles impliquées dans le mouvement pour mettre fin à la violence faite aux femmes, cette exploitation des féminicides et l'orientation donnée a leur couverture médiatique dans l'affaire Hillside Strangler était inacceptable . 
Lacy et Labowitz ont conçu In Mourning and in Rage dans la suite de leur précédente performance, Three Weeks in May.
La performance s'est construite en collaboration avec Bia Lowe, Holly Near, la conseillère municipale Pat Russel, le Woman's Building, Women Against Violence Against Women et la Los Angeles Commission on Assaults Against Women. 
Cette performance historique constitue à la fois un acte artistique, une action politique et inclut également l'expression de leur chagrin et de leur rage face ces féminicides.
L'événement, organisé pour une couverture médiatique de masse à l'hôtel de ville de Los Angeles, a été largement documenté.

## Déroulement de la performance
Un corbillard venant du Woman's Building s'est rendu à l'hôtel de ville de Los Angeles. 
Sur place, neuf femmes, composant des silhouettes immenses entièrement drapées de noir, ont émergé lentement, une à une, du corbillard, guidées par une femme vêtue de rouge. 
Ces neuf silhouettes noires ont ensuite gravi les marches de l'hôtel de ville pour une manifestation immobile.
Le texte suivant a été lu au micro : 

« Je suis ici pour les dix femmes qui ont été violées et étranglées entre le 13 octobre et le 29 novembre 1977.
Je suis ici pour les 388 femmes qui ont été violées entre le 18 octobre et le 29 novembre 1977.
Je suis ici pour les 4033 femmes qui ont été violées l'année dernière à Los Angeles.
Je suis ici pour le demi-million de femmes qui sont battues en ce moment même dans leurs maisons.
Je suis ici pour les milliers de femmes qui sont violées et battues et qui n'ont pas encore trouvé leur voix.
Je suis ici pour les femmes dont la vie est limitée chaque jour par la menace de la violence.
Je suis ici pour la femme sur quatre qui a été abusée sexuellement avant ses dix-huit ans.
je suis ici pour les centaines de femmes présentées comme des victimes d'agressions dans les films, à la télévision et dans les magazines.
Je suis ici pour pleurer la réalité de la violence contre les femmes.
Je suis ici pour la rage de toutes les femmes.
Je suis ici je suis ici pour les femmes qui se battent. »

Cette lecture était ponctuée par un chœur composé du reste du cortège disant : En mémoire de nos sœurs, nous ripostons !.
En rendant cette performance publique et en accentuant son impact médiatique, Lacy et Labowitz ont cherché à mettre en évidence non seulement la mort des dix femmes tuées par le Hillside Strangler, en les reliant plus largement à toutes les violences faites aux femmes, incluant des revendications exigeant des ressources pour l'autodéfense des femmes.
L'évènement a été accompagné par l'auteure-compositrice-interprète Holly Near, interprétant sa chanson Fight Back écrite spécifiquement pour cet événement. 

## Transmission
In Mourning and in Rage, couvert largement par la presse, a entraîné un soutien accru du conseil municipal de Los Angeles et l'engagement de la Rape Hotline Alliance à fournir des cours d'autodéfense. 
Pour approfondir le débat sur l'action sociale et l'art, Lacy et Labowitz ont produit une vidéo documentant In Mourning and in Rage ainsi qu'une brochure intitulée What is Social Art ?.